# ウィリアム・T・G・モートン
ウィリアム・トーマス・グリーン・モートン（William Thomas Green Morton、1819年8月9日 - 1868年7月15日）は、アメリカ合衆国の歯科医師、歯学者。エーテル麻酔の発明者とされることがある。

## 経歴
1819年にマサチューセッツ州チャールトン (Charlton, Massachusetts) で出生。ボルティモア歯科医学校 (Baltimore College of Dental Surgery) の第1期生として卒業した。その後モートンはホーレス・ウェルズとボストンで歯科診療所を開業したがウェルズはハートフォードに移転した。1843年にコネチカット州元下院議員レミュエル・ホイットマンの姪であるエリザベス・ホイットマンと結婚した。
1845年にウェルズの笑気麻酔実験失敗の際にモートンと同席したチャールズ・トーマス・ジャクソンからエーテルの使用を助言され、試行錯誤しながら1846年10月16日にマサチューセッツ総合病院で頚部腫瘍の患者に対してエーテル麻酔を使用して手術は成功した。
これによりモートンは医学会で広く認められるようになったが、この発明に対する特許、報酬を医学会などに求めたものの1868年にそれが叶わぬままニューヨークで死去。